# Aublysodon
 Aublysodon  („rückwärtsgerichteter Zahn“) ist ein Dinosaurier aus dem Taxon der Tyrannosaurier aus der späten Kreidezeit aus den USA, der nur von einigen Zahnfossilien bekannt ist.
Joseph Leidy führte zur Beschreibung des Tieres 1868 die Bezeichnung Aublysodon mirandus ein. In den 1980er Jahren wurden Teile eines Schädels mit sehr ähnlichen Zähnen in den USA gefunden. Gregory S. Paul schlug für diesen Fund eine neue Bezeichnung namens Aublysodon molnari vor. Aus der Häufigkeit der Funde abzuleiten, scheint Aublysodon in den USA ziemlich weit verbreitet gewesen zu sein – die Zähne werden jedoch inzwischen eher für Reste von juvenilen Exemplaren des Tyrannosaurus rex oder Nanotyrannus gehalten. Wissenschaftler klassifizieren Aublysodon heute als Nomen dubium, sodass die Bezeichnung Aublysodon, ähnlich wie Deinodon, in der heutigen Zeit kaum noch verwendet wird.